# Johannes Thienemann

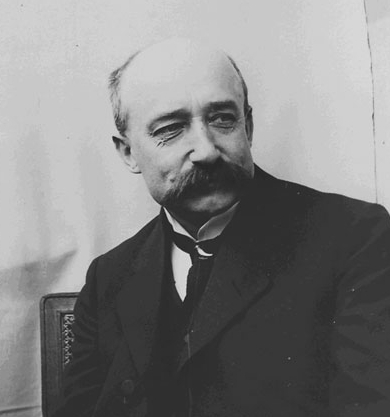
Johannes Thienemann nel 1912

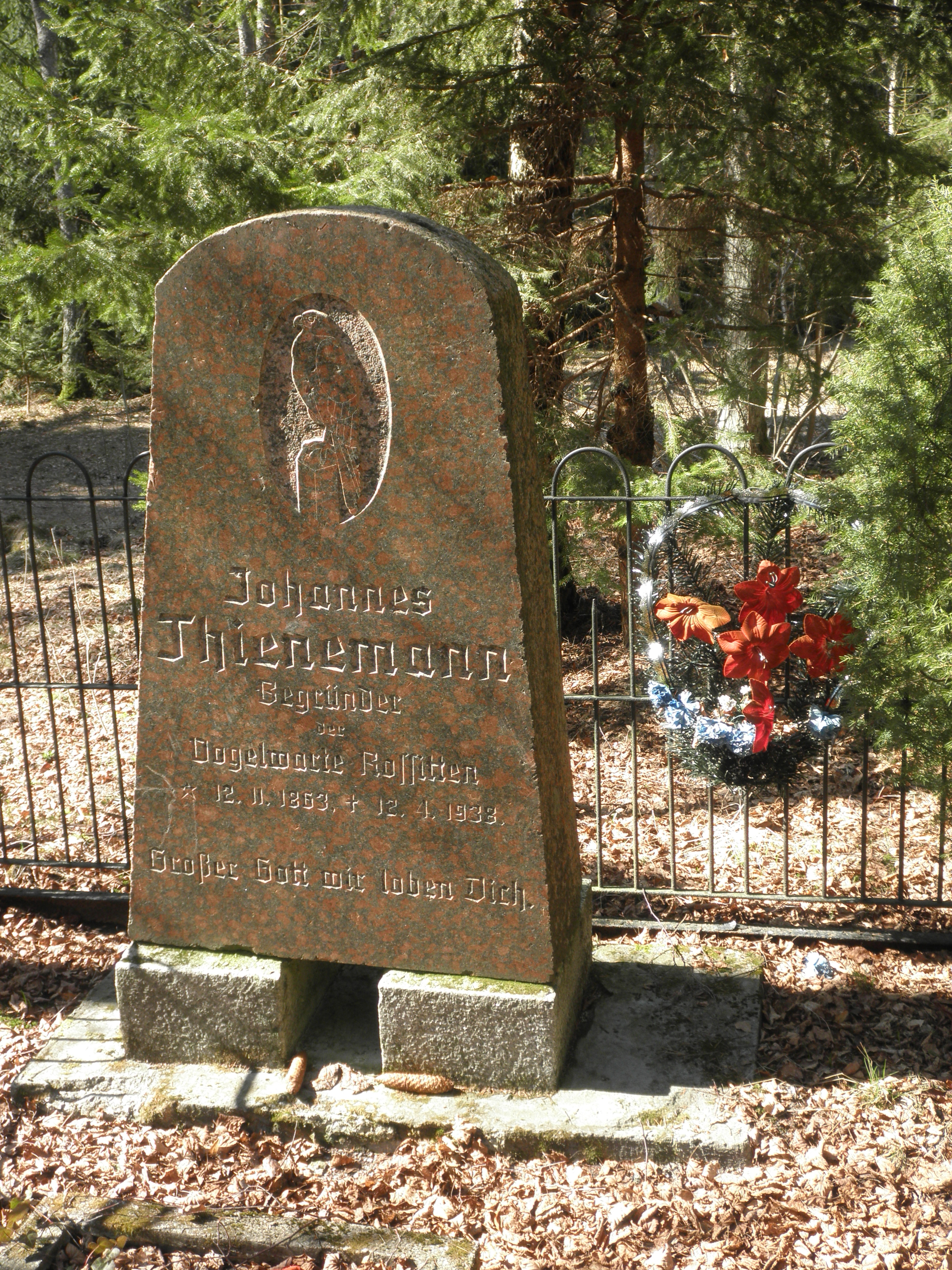
La tomba di Johannes Thienemann a Rossitten/Rybachy.

Johannes Thienemann (Gangloffsömmern, 12 novembre 1863 – Zelenogradsky, 12 aprile 1938) è stato un ornitologo tedesco. Fondò l'Osservatorio ornitologico di Rossitten, il primo al mondo dedicato all'inanellamento e dove condusse ricerche rendendo popolare lo studio degli uccelli.

## Biografia
Thienemann nacque a Gangloffsömmern, nella provincia prussiana della Sassonia . Suo padre August Wilhelm e suo nonno Georg August Wilhelm erano entrambi sacerdoti con interesse per l'ornitologia. Il nonno aveva collaborato con Christian Ludwig Brehm. Thienemann seguì la tradizione di famiglia e la sua prima formazione fu per unirsi al ministero cattolico. In seguito lavorò come insegnante ma trovò la sua vocazione nell'ornitologia, in particolare nello studio della migrazione degli uccelli. Nel 1901 fondò l'osservatorio ornitologico sulla Penisola di Neringa a Rossitten, nella Prussia orientale (ora Rybachy, nell'Oblast di Kaliningrad). La posizione geografica era ritenuta interessante dagli anni ottanta del XIX secolo, quando gli ornitologi iniziarono ad interessarsi agli uccelli che migravano nella regione. Thienemann visitò per la prima volta l'area nel luglio 1896. Kurt Flöricke, un commerciante di esemplari di uccelli, aveva fondato una società locale di appassionati di uccelli (Verein vergnügter Vogelfreunde) nel 1890. Flöricke tuttavia si trasferì fuori dalla zona separandosi dalla moglie che poi sposò Thienemann, divenendo in seguito un feroce critico del lavoro scientifico di Thienemann. Tra i lavori dell'ornitologo ci fu quello di introdurre nidi artificiali per indurre gli uccelli che nidificavano in buche a stabilirsi. Fornì inoltre alle cince carcasse di passeri per nutrirsi in inverno e provò ad utilizzare dei nidi artificiali galleggianti per i nidi dei gabbiani aumentando il controllo di volpi e altri predatori. Nel 1899 venne a conoscenza del progetto di inanellamento degli uccelli avviato da Hans Mortensen in Danimarca ed iniziò quindi ad inanellare e a contrassegnare con colori gli uccelli. I primi uccelli oggetto di inanellamento furono i corvi poiché tendevano a essere colpiti dai cacciatori e da alcuni "acchiappa corvi" che poi riconsegnavano gli anelli. Thienemann venne criticato da Hermann Löns. Distribuì in seguito degli anelli ad altre persone nella zona, inclusi ricchi proprietari terrieri, zoologi e cacciatori, costruendo una vasta rete di inanellatori di uccelli. Thienemann raccolse i risultati degli inanellamenti in report annuali. Essendo anche interessato al volo degli uccelli,  condusse esperimenti sull'altitudine alla quale volavano gli uccelli in collaborazione con il fabbricante di mongolfiere Friedrich von Lucanus e il pioniere del volo a vela, Ferdinand Schulz. Dopo il 1926 Thienemann allevò giovani cicogne e in seguito le rilasciò facendo annunci alla radio locale,  il che portò a un diffuso interesse per gli uccelli e la loro migrazione. Nel 1910 pubblicò gli schemi delle loro migrazioni basandosi su 35 cicogne studiate. Thienemann era in gran parte autodidatta, ma si laureò in zoologia all'età di 45 anni e fu nominato professore all'Università di Königsberg, nonostante si interessò poco agli insegnamenti tradizionali. Lavorò con ornitologi come Oskar Heinroth che lavorò per un periodo come direttore ufficiale dell'osservatorio. Thienemann proseguì il suo lavoro ornitologico per il resto della sua vita, ritirandosi come direttore dell'Osservatorio nel 1929. Morì a Rossitten a 75 anni.

## Riconoscimenti
Thienemann ottenne i seguenti riconoscimenti:
- Medaglia Goethe per l'Arte e la Scienza
- Membro onorario della Deutsche Ornithologen-Gesellschaft (Società ornitologica tedesca)
- Membro dell''Unione degli ornitologi americani

## Pubblicazioni
Scrisse i seguenti libri:
- 1927 – Rossitten. Drei Jahrzehnte auf der kurischen Nehrung . Neumann: Neudamm. (In tedesco)
- 1931 – Vom Vogelzuge a Rossitten . Neumann: Neudamm. (In tedesco)
- 1935 – Von Elchen, Störchen, Krähen und anderem Getier auf der Kurischen Nehrung . Eichblatt: Lipsia. (In tedesco)